# Killarmy
Killarmy war eine amerikanische Hip-Hop-Gruppe mit Mitgliedern aus New York und Ohio, die seit 1997 drei Alben herausgebracht hat. Sie gehörte zum Umfeld des Wu-Tang Clans.
Killarmy bestand aus dem Produzenten 4th Disciple und den Rappern 9th Prince, Killa Sin, Shogun Assasson, Kinetic 9, Islord und Dom Pachino. Ihr erstes Album Silent Weapons for Quiet Wars erschien 1997 als Veröffentlichung von Wu-Tang Records und Priority Records.

## Diskografie
Alben
- 1997: Silent Weapons for Quiet Wars
- 1998: Dirty Weaponry
- 2001: Fear, Love & War
- 2011: Greatest Hits